# Sunset Pass (1933)
Sunset Pass is een Amerikaanse western uit 1933 onder regie van Henry Hathaway. Destijds werd de film in Nederland uitgebracht onder de titel Prairie in vlammen.

## Verhaal
Jack Rock moet een bende veedieven oprollen in opdracht van een vereniging van veehouders. Hij doet dat door in de gevangenis te infiltreren. Zo komt hij op het spoor van de boef Ash Preston. Vervolgens ontsnapt Rock uit de gevangenis en doet zich voor als de bandiet Jim Collins. Tijdens een gevecht in een bar redt hij het leven van Preston. Op die manier kan hij aan de slag op diens boerderij. Wanneer Rock Preston daarna ziet praten met een bendelid, volgt hij hen naar hun schuilplaats.

## Rolverdeling
| Acteur             | Personage               |
| ------------------ | ----------------------- |
| Randolph Scott     | Ash Preston             |
| Tom Keene          | Jack Rock / Jim Collins |
| Kathleen Burke     | Jane Preston            |
| Harry Carey        | John Hesbitt            |
| Noah Beery         | Marshal Blake           |
| Leila Bennett      | Hetty Miller            |
| Fuzzy Knight       | Willy Willard           |
| Kent Taylor        | Clink Peeples           |
| George Barbier     | Rechter                 |
| Vince Barnett      | Windy                   |
| Patricia Farley    | Grace                   |
| Charles Middleton  | Williams                |
| Christian J. Frank | Buck                    |
| Tom London         | Ben                     |
| Frank Beal         | Rechter                 |